# Alsetex
La Société d'armement et d'études Alsetex est un fabricant d'armes et de munitions français basé à Précigné dans la Sarthe.
Son activité principale est la fabrication de produits de maintien de l’ordre. À l’export, ses activités sont soumises à l’autorisation d’une commission interministérielle.

## Histoire
Alsetex, aussi appelé S.A.E ou « Société Alsacienne d’Explosifs », est une société privée créée en 1920 à Richwiller, près de Mulhouse, en Alsace.
En décembre 1967, Alsetex vend la moitié de l’usine d'Angers avec les maisons de la « Cité d’Alsace » à la société SITEC. Elle devient la SAE, diversifie ses activités pyrotechniques.
En 1973 elle est renommée Société d'armement et d'études Alsetex.
Dans les années 1990, elle devient une filiale de Titanobel.
En 2006, elle intègre le groupe Étienne Lacroix.
En 2014, une employée est tuée alors qu'elle préparait un mélange à l'usine Alsetex de Précigné (classée Seveso seuil haut). L’enquête pointe des failles répétées dans la sécurité de l'usine.
Le 1er juin 2017, la société a été mise en examen pour homicide involontaire par le parquet du Mans.
Dans le cadre du mouvement des Gilets jaunes des manifestations ont lieu devant l'usine de Précigné le 7 décembre 2018, puis le 29 mars 2019.
En 2019, l'entreprise remporte plusieurs appels d’offres majeurs pour la fourniture d’armes utilisées par la police et la gendarmerie pour le maintien de l'ordre.

## Produits
- Grenades fumigènes lacrymogènes[9]
  - Grenade fumigène lacrymogène CM6 – SAE 760 de 56 mm : modèles avec portée de 200m, 100m, 50m et à main
  - Grenades fumigènes lacrymogènes CM5 - SAE 750 de 56 mm
  - Grenades fumigènes lacrymogènes CM4 - SAE 740 de 56 mm [10]
  - Grenade fumigène lacrymogène CM3 – 40 mm
- Grenades à effet de souffle / assourdissantes[9]
  - Grenade OF F1 - SAE 410 : remplace en France la grenade OF37 en 1976, interdite en 2017.
  - Grenade instantanée lacrymogène GLI F4 – SAE 810, grenade à triple effet: de souffle, assourdissant et lacrymogène, remplace en France à partir de 2011 la grenade instantanée lacrymogène F4 utilisée depuis les années 1980. Plus produite depuis 2014, la grenade reste cependant utilisée jusqu’à épuisement des stocks, et est définitivement retirée le 24 janvier 2020[11].
  - Grenade instantanée lacrymogène GM2L – SAE 820, grenade à effet lacrymogène et sonore, remplace en France la grenade GLI-F4
- Grenade G1 - SAE 730 : grenade fumigène et lacrymogène (CS) à sous munitions à mouvements aléatoires [12]
- Grenades à main de désencerclement[9]
  - DBD95 (Dispositifs Balistiques de Dispersion)
  - Grenade de Dispositif Balistique de Dispersion - SAE 440, projetée avec un lanceur ?
  - GENL (grenade à éclats non létaux), commandée en mai 2019 par l'administration française
- Dispositifs lumineux et visuels[9]
  - Cartouche SPOT : pour accompagner les sommations d'usage d'un signal rouge avant l'utilisation de la force
  - Dispositif VEGA - SAE 450 : pour éclairer un périmètre d'intervention dans l'obscurité
  - Grenade FAR - SAE 940 : pour produire un écran de fumée opaque et dense entre les forces de l'ordre et les manifestants pour des raisons tactiques ou de secours

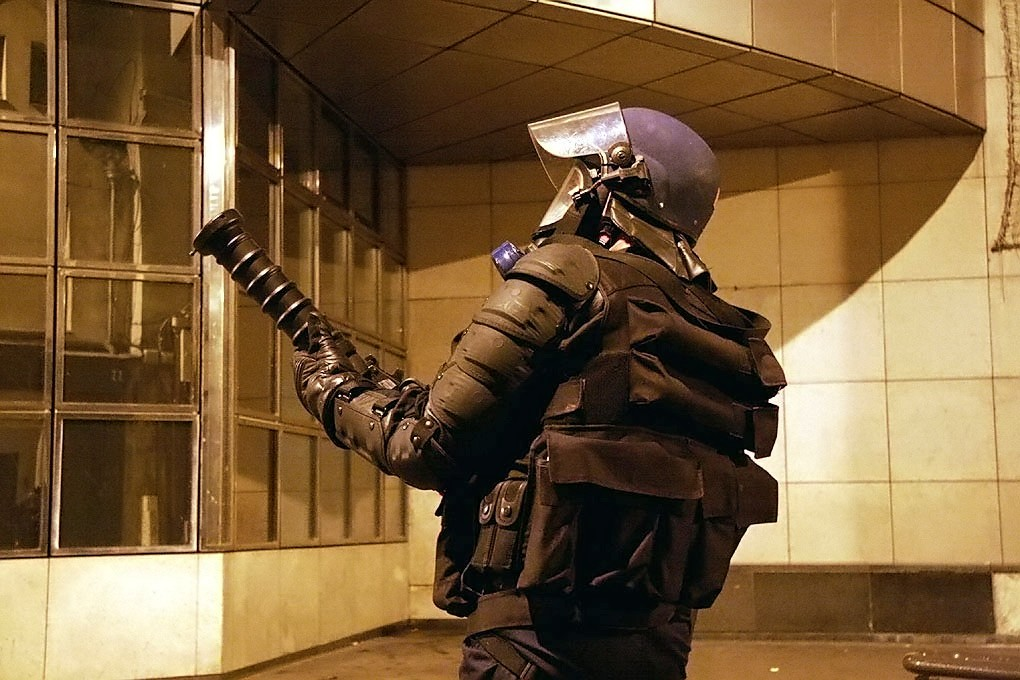
Gendarme mobile équipé d'un lanceur de grenade 56 mm Cougar (2007)

- Lanceur de grenades et de balles de défense[9]
  - Lanceur de grenades 56 mm Chouka
  - Lanceur de grenades 56 mm Cougar
  - Lanceur de balles de défense Cougar 40
  - Lanceur de balles de défense Cougar MS (multicoups)
- Balles de gomme (en) / balles de défense[9]
  - Munitions de défense à courte portée de 40 mm (MDCP). En dotation en France depuis 2018, notamment pour le lanceur de balles de défense LBD 40.

## Controverses

### Grenade OF F1
Le grenade OF F1, créée par la société Alsetex, dont le brevet n° 70.29341, est déposé le 7 août 1970, est utilisée pour la première fois en 1976 par les forces de l'ordre. Elle a d'abord été suspendue, à la suite de la mort de Rémi Fraisse, pendant la manifestation des 25 et 26 octobre 2014 contre le barrage de Sivens,.
Elle est définitivement interdite par décret du 10 mai 2017, à la fin du quinquennat de François Hollande,,. La grenade GLI-F4 est alors devenue la principale grenade offensive utilisée en France pour le maintien de l'ordre.

### Grenade GLI F4
L'État français indique en juin 2018 ne plus passer commande de la grenade GLI-F4. Classée dangereuse par les inspections générales de la gendarmerie (IGGN) et de la police nationale (IGPN), la grenade GLI F4 avait notamment emporté la main d'un manifestant sur la ZAD de Notre-Dame-des-Landes, le 22 mai 2018. Le quotidien Libération pointe le manque de coopération et le silence du fabricant Alsetex.
Alsetex apparaît dans la plainte avec constitution de partie civile déposée en février 2019 par l'avocat de l'étudiant dont une main a été arrachée par une grenade GLI-F4 en mai 2018 sur la ZAD de Notre-Dame-des-Landes.

### Grenade GM2L
À la suite de dysfonctionnements et défaillances répétés, la grenade GM2L se révèle dangereuse à l'usage pour les policiers lorsqu'elle est lancée à la main. Le 1er juillet 2021 le ministère de l'intérieur proscrit cet usage et l'usage de la GM2L se fera désormais exclusivement avec un lanceur,.
La grenade GM2L a arraché la main d'un manifestant le 5 décembre 2020 à Paris et d'un fêtard lors de la rave-party de Redon le 19 juin 2021
Alors que le gouvernement a présenté le remplacement de la GLI-F4 par la GM2L comme une réponse la dangerosité et aux nombreuses mutilations causées par la GLF-F4, il s'avère que ce remplacement est en fait dû à l'épuisement des stocks de GLI-F4 dont le fabricant a arrêté la production 6 ans auparavant,.
Comme ses prédécesseures OF F1, et GLI-F4, la GM2L est présentée comme étant "sans éclat". Cette présentation a été démontrée mensongère pour l'OF F1 et la GLIF-F4, et il en est de même pour la GM2L. Le  neurochirurgien et chef de service au CHRU de Besançon Laurent Thines publie sur sa page facebook en 2020 des photos d'intervention chirurgicale pour extraire le détonateur logé profondément dans la cuisse d'un manifestant. Parmi les nombreuses documentations de blessures par des éclats de GM2L, Laurent Thimes partage aussi en mars 2022 sur twitter les photos de l'opération d'une adolescente de 14 ans qui a reçu des éclats dans la jambe.
De nombreux usages non réglementaires de la grenade GM2L sont documentés depuis sa mise en service. À Sainte Soline lors de la manifestation d'opposition à la méga-bassine, de nombreux tirs non réglementaires sont filmés et l'analyse des images montre qu'un de ces tirs entraîne la blessure grave d'un manifestant qui reçoit la grenade sur la tête et se retrouve entre la vie et la mort dans le coma,,.
Le ministère affirme aussi que la GM2L serait fabriquée « sans explosif » et serait « sans effet de souffle », pourtant selon les données du fabricant la charge explosive est passée de 30 grammes pour la GLI-F4 à 58,4 grammes pour la GM2L. La seule expertise judiciaire à ce jour dans le cadre de la main arrachée à Redon contredit les affirmations du gouvernement et du fabricant: « Même si la nature de l’explosif a changé entre la GLIF4 et la GM2L, la similitude des effets de souffle et de bruit implique une dangerosité similaire en cas d’explosion de contact ».

### Liban
Une semaine après les explosions qui ont ravagé une partie du centre de Beyrouth le 4 août 2020, les forces de l'ordre libanaises font usage de grenade G1 et du lanceur Cougar, matériel fabriqué par Alsetex, pour réprimer les manifestations contre le gouvernement.